# Ceratoleon mjobergi
Ceratoleon mjobergi är en insektsart som beskrevs av Peter Esben-Petersen 1923. 
Ceratoleon mjobergi ingår i släktet Ceratoleon och familjen myrlejonsländor. Inga underarter finns listade i Catalogue of Life.